# Euphorbia xanti
Euphorbia xanti es una especie de planta suculenta de la familia de las euforbiáceas. Es originaria de América, donde se encuentra en México distribuida por Baja California, Sonora y Sinaloa.

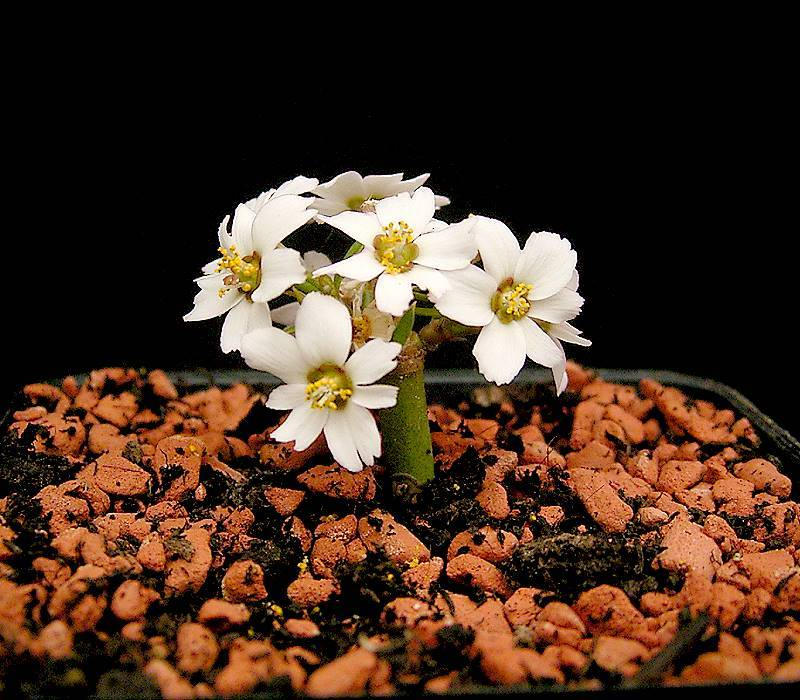
Detalle de las flores

## Taxonomía
Euphorbia xanti fue descrita por Engelm. ex Boiss. in A.P.de Candolle y publicado en Prodromus Systematis Naturalis Regni Vegetabilis 15(2): 62. 1862.
Etimología
Ver: Euphorbia
xanti: epíteto otorgado en honor de Janos Xantus (1825-1894), un botánico húngaro recolector de plantas en California y Baja California.
Sinonimia
- Euphorbia gymnoclada Engelm.
- Aklema xanti (Engelm. ex Boiss.) Millsp.
- Euphorbia corallifera M.E.Jones.[3][4]